# Morin (flavonol)

Strukturformel för morin.

Morin (2',3,4′,5,7-pentahydroxiflavon eller IUPAC 2-(2,4-dihydroxifenyl)-3,5,7-trihydroxi-kromen-4-on) är en flavonol (en klass av flavonoider). Namnet kommer från mullbärssläktets vetenskapliga namn, Morus, eftersom ämnet utvanns ur fustikträdets (Morus tinctoria - numera förd till släktet Maclura) ved och användes för att färga textilier gula. Morin kan även erhållas från citrusmullbärets ved och guavaplantans blad, och förekommer även i livsmedel som matlök, äpplen, fikon, mandlar och vin.
Morin har visats ha antioxidant, antiinflammatorisk och cancerförebyggande verkan, samt även effekt mot Alzheimers sjukdom.
Morin är en (ställnings-)isomer till quercetin, eftersom den har en OH-grupp på position 2' i stället för på 3' och båda har således samma summaformel: C15H10O7.